# من و مرگ
من و مرگ نام یک کتاب ادبی است که توسط آندره شنیه، نویسندهٔ اهل فرانسه نوشته شده‌است.